# National Nuclear Security Administration
La National Nuclear Security Administration (NNSA) est une agence fédérale des États-Unis chargée de préserver la sécurité nationale grâce aux applications militaires de la physique nucléaire. Elle est chargée de la maintenance et de l'amélioration de la sûreté, de la sécurité et de l'efficacité des armes nucléaires. Elle s'efforce de réduire la danger mondial posé par les armes de destruction massive. Elle est chargée de fournir à la marine américaine des systèmes de propulsion nucléaire sûrs et efficaces et répond aux urgences nucléaires et radiologiques aux États-Unis et à l'étranger.

## Histoire de l'agence
L'administration nationale de la sécurité nucléaire a été créée par décision du Congrès en 1999 à la suite du scandale d'espionnage Wen Ho Lee, et d'autres allégations selon lesquelles une administration laxiste du département de l'énergie aurait entraîné la perte de secrets nucléaires américains au profit de la Chine. Initialement proposée pour être une agence indépendante, elle a été agréée comme agence semi-autonome au sein du département de l'énergie et dirigée par un administrateur dépendant du secrétaire à l'énergie. Le premier sous-secrétaire à l'énergie pour la sécurité nucléaire et administrateur de la NNSA nommé était le général de l'US Air Force et directeur adjoint de la CIA John A. Gordon (en).
En 2006 il a été confirmé que les informations des employés de la NNSA avaient été piratées.
En février 2025 CNN rapporte que l'administration Trump a licencié 300 employés de la NNSA, tandis que le ministère de l'énergie a répondu que « moins de 50 personnes » avaient été licenciées et que les employés licenciés « occupaient principalement des postes administratifs et de bureau ». Un jour après les licenciements, l'administration Trump a informé la NNSA que « les lettres de licenciement de certains employés en période d'essai de la NNSA sont annulées, mais nous n'avons pas de bon moyen d'entrer en contact avec ce personnel », car les employés licenciés avaient été bloqués de leurs comptes de messagerie du gouvernement fédéral. L'administration Trump a demandé à la NNSA de transmettre l'avis aux comptes de messagerie personnels des employés licenciés.

## Missions et organisation
La NNSA a les missions suivantes en matière de sécurité nationale :
- Gérer le stock d'armes nucléaires des États-Unis.
- Réduire le danger mondial posé par les armes de destruction massive et promouvoir la sûreté nucléaire internationale et la non-prolifération nucléaire.
- Fournir à la marine américaine des réacteurs nucléaires sûrs, fiables et efficaces sur le plan militaire .

### Programmes de défense
L'une des missions principales de la NNSA est de maintenir la sûreté, la sécurité et l'efficacité du stock d'armes nucléaires des États-Unis. Après la guerre froide les États-Unis ont volontairement mis fin aux essais nucléaires souterrains. La NNSA maintient la dissuasion nucléaire existante grâce à l'utilisation d'expériences scientifiques, d'audits d'ingénierie et de simulations de haute technologie dans ses trois laboratoires nationaux : laboratoire national de Los Alamos, laboratoire national Lawrence Livermore et laboratoires Sandia. Elle crée également de nouveaux programmes d'armement sous la supervision du département de la Défense.
Les moyens de la NNSA utilisés pour maintenir et assurer l'efficacité du stock d'armes nucléaires américaines comprennent le Dual-Axis Radiographic Hydrodynamics Test Facility (DARHT) au LANL, le Contained Firing Facility au LLNL et la Z machine à la Sandia,,. La NNSA utilise également de puissants supercalculateurs pour exécuter des simulations et valider des données expérimentales ; ces ordinateurs apparaissent souvent dans la liste TOP500.

#### National Ignition Facility
Un autre atout important utilisé pour tester le stock est le National Ignition Facility (NIF) du LLNL, un dispositif de recherche sur la fusion par confinement inertiel par faisceau laser. Le NIF a réalisé la première expérience scientifique de fusion contrôlée avec un facteur de gain d'énergie de 1,5 par rapport à l'énergie incidente dans les faisceaux.

#### Bureau de la sécurité des transports
Le bureau de la sécurité des transports (Office of Secure Transportation, OST) assure le transport sûr et sécurisé des armes nucléaires et de leurs composants ainsi que des matières nucléaires et mène d'autres missions de soutien à la sécurité nationale. Les expéditions OST sont transportées dans un équipement spécialement conçu et escortées par des agents fédéraux armés et spécialement formés.

### Non-prolifération
Le bureau de la non-prolifération nucléaire de la NNSA travaille avec des partenaires internationaux, des agences fédérales, des laboratoires nationaux américains et le secteur privé pour découvrir, protéger ou éliminer les matières radiologiques et nucléaires.
Le bureau s'efforce de :
- Extraire, éliminer et réduire les matières utilisées dans la prolifération des armes nucléaires.
- Protéger la technologie, les matières et les installations utilisées pour stocker ces matières et cette technologie.
- Suivre la propagation des matières nucléaires, favoriser l'expertise et les connaissances technologiques associées à la création d'armes nucléaires.
- Mener des recherches et développements pour trouver des solutions visant à atténuer la propagation des matières nucléaires et l'application de mesures de protection.
- Élaborer des solutions politiques et élaborer des programmes pour réduire les dangers nucléaires et radiologiques.

#### Réduction des menaces
L'agence a créé la Global Threat Reduction Initiative (GTRI) en 2004 pour étendre les actions du programme Cooperative Threat Reduction (en) concernant l'ex-Union soviétique avec la Defense Threat Reduction Agency,.
En 2016, le GTRI a été rebaptisé bureau de gestion et de minimisation des matériaux et poursuit ses efforts de soutien aux conversions de réacteurs, aux retours de combustible et au développement du combustible de type uranium faiblement enrichi.
Le travail du Bureau de gestion et de minimisation des matières est divisé en trois sous-programmes : conversion, retour et élimination des matières. Par l'intermédiaire de ce bureau et de ses prédécesseurs la NNSA a mené avec succès les efforts de récupération des matières nucléaires de dizaines de pays. Depuis 1996, le ministère de l'Énergie/NNSA a éliminé suffisamment de matières pour produire plus de 325 armes nucléaires. Par exemple, en 2017, elle a retiré tout l'uranium hautement enrichi du Ghana et l'a rapatrié en Chine. Le réacteur ghanéen utilise désormais de l'uranium faiblement enrichi.

#### Lutte contre le terrorisme et la prolifération
Le Bureau de lutte contre le terrorisme et la prolifération de la NNSA se concentre sur, :
- Recherche de matières radiologiques ainsi que l'identification de leur source.
- Mise en sécurité : évaluation complète des matières radioactives ou des dispositifs nucléaires afin de garantir la sécurité.
- Gestion des conséquences d'une dissémination de matières radioactives.

Le bureau supervise les capacités du Nuclear Emergency Support Team (en).
La NNSA déploie des équipes d'intervention des dizaines de fois par an, généralement pour vérifier la présence de matières radioactives. Les missions apaisent les inquiétudes en matière de sécurité, soutiennent d'autres agences et renforcent les capacités d'application de la loi lors de grands événements publics tels que les investitures présidentielles et le Super Bowl.
La NNSA fournit une expertise, des outils et des recommandations politiques fondées sur des données techniques pour faire progresser les objectifs américains de lutte contre le terrorisme et la prolifération nucléaire. Elle est chargée de comprendre les dispositifs de menace nucléaire et les activités étrangères qui suscitent des inquiétudes en matière de prolifération. Pour ce faire, les membres du bureau de lutte contre la prolifération s'entretiennent avec leurs homologues internationaux sur la sécurité nucléaire et la lutte contre le terrorisme, mènent des recherches scientifiques pour caractériser, détecter et neutraliser les dispositifs de menace nucléaire, développent et mènent des exercices de lutte contre le terrorisme contre les armes de destruction massive et promeuvent la politique et les pratiques de sécurité de l'information nucléaire.

### Réacteurs pour la propulsion navale
Le programme de propulsion nucléaire de la NNSA, en collaboration avec le Naval Research Laboratory, est chargé de fournir des centrales nucléaires à la marine américaine. Il assure la conception, le développement et le soutien opérationnel nécessaires pour alimenter tous les porte-avions et sous-marins nucléaires de la marine. Le personnel du programme est civil et militaire. Il entretient, conçoit, construit et gère les réacteurs.
Les éléments du programme sont les suivants :
- Recherche et développement pour soutenir les laboratoires actuellement opérationnels.
- Entrepreneurs qualifiés qui conçoivent et construisent des équipements de propulsion.
- Chantiers navals qui entretiennent, réparent et construisent des navires à propulsion nucléaire.
- Installations pour soutenir la marine américaine.
- Installations de formation pour les réacteurs navals et les écoles d'énergie nucléaire.
- Divers bureaux extérieurs et le siège du programme de propulsion nucléaire navale.

### Bureaux de soutien aux missions

#### Opérations d'urgence
Le Bureau des opérations d'urgence de la NNSA a pour mission de répondre aux situations d'urgence au nom de l'ensemble du ministère de l'énergie.

#### Sécurité nucléaire de défense
Le Bureau de la sécurité nucléaire de défense de la NNSA est responsable de la sécurité globale des installations abritant des armes nucléaires ainsi que des composants et matériaux nécessaires à leur développement. Cela comprend la surveillance des forces de protection fédérales (en) (FPF ou ProFor) dans les laboratoires, usines et sites de la NNSA. Le bureau protège également le personnel et produit des évaluations des menaces.

## Installations

### Installations appartenant à la NNSA
- Laboratoires
  - Lawrence Livermore National Laboratory
  - Los Alamos National Laboratory
  - Sandia National Laboratories
- Sites
  - Nevada Test Site
  - Savannah River Site
- Complexes
  - Kansas City National Security Campus
  - Pantex Plant
  - Y-12 National Security Complex

### Installation financée par la NNSA
- Pacific Northwest National Laboratory[31].